# Movimento völkisch
Il movimento völkisch (völkische Bewegung) è un'interpretazione tedesca del movimento populista, con un accento romantico sul folclore. Il termine völkisch, che significa "etnico", deriva dalla parola tedesca Volk (che ha la stessa radice di "volgo" e dell'inglese "folk"), corrispondente all'italiano "popolo", con connotazioni in tedesco di "folclorico" e "folcloristico". Secondo lo storico James Webb, la parola ha anche «connotazioni di nazione, razza e tribù [...]».

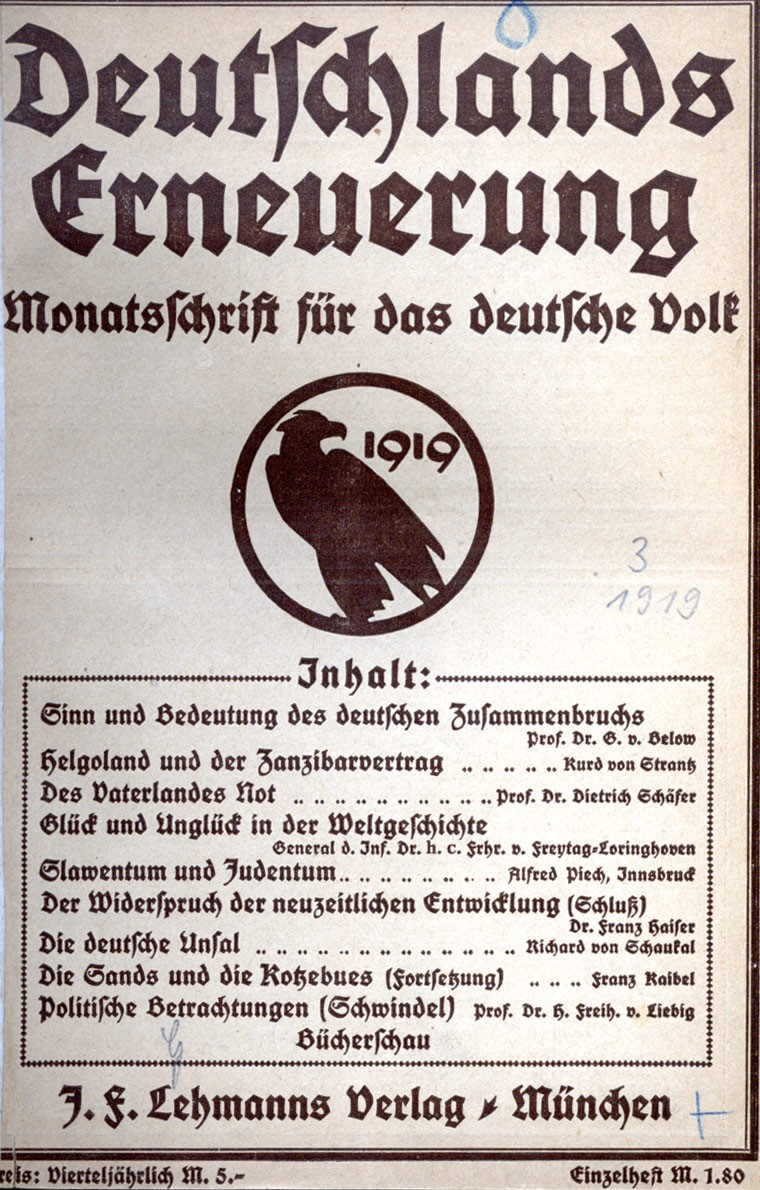
Copertina di una rivista del 1919, sostenitrice delle politiche völkisch.

## Contenuti
L'idea fondamentale intorno a cui ruotava il movimento völkisch era il Volkstum.
Il movimento völkisch non era un movimento unificato, ma "un calderone di credenze, paure e speranze che trovavano espressione in vari movimenti e spesso erano articolate con un tono emotivo", osservava Petteri Pietikäinen nel rintracciare le influenze völkisch su Carl Gustav Jung. Il movimento völkisch fu "probabilmente il gruppo più grande" della Rivoluzione conservatrice in Germania ma, come i termini conservatore-rivoluzionario e fascista, völkisch è un termine polisemico: in senso stretto può essere usato per designare solo gruppi che considerano gli esseri umani essenzialmente preformati dal punto di vista genetico, che cioè hanno un carattere ereditario.

## Origini nel XIX secolo
Il movimento völkisch trova le sue origini nel nazionalismo romantico, tra i primi romantici come Johann Gottlieb Fichte e i suoi Discorsi alla nazione tedesca, pubblicati durante le guerre napoleoniche, dal 1808 in poi, in particolare nell'ottavo discorso, intitolato "Che cos'è un Volk, nel senso più alto del termine, e che cos'è l'amore per la patria?". Alla domanda "che cosa può giustificare la lotta dell'individuo nobile e il suo credere nell'eternità e nell'immortalità della sua opera", Fichte rispondeva che poteva essere solo quella «particolare natura spirituale dell'ambiente umano da cui l'individuo nobile, con tutto il suo pensiero e tutta la sua azione... è sorto, cioè dal popolo da cui discende e da cui è stato formato e trasformato in ciò che lui è».
Il movimento combinava l'interesse sentimentale patriottico per il folklore tedesco e la storia locale e un populismo anti-urbano di "ritorno alla terra", con molti paralleli negli scritti di William Morris. "In parte questa ideologia era una rivolta contro la modernità", osservò A. J. Nicholls. Era il sogno di una vita autosufficiente in un rapporto mistico con la terra; era una reazione all'alienazione culturale della Rivoluzione Industriale e al liberalismo "progressista" della fine del XIX secolo e alla sua banalità materialista urbana. Simili sentimenti furono espressi negli USA durante gli anni '30 dagli scrittori del gruppo Southern Agrarians.
Inoltre il movimento völkisch, nella sua evoluzione, a volte combinò gli aspetti arcani ed esoterici dell'occultismo folclorico con l'"adorazione razziale" e, in alcuni circoli, un tipo di antisemitismo collegato al nazionalismo etnico. Le idee dei movimenti völkisch includevano anche principi anticomunisti, anti-immigrazione, anti-capitalisti e anti-parlamentari. Le idee völkisch della "comunità nazionale" (Volksgemeinschaft) arrivarono a escludere sempre di più gli ebrei.

## Prima e dopo la Prima Guerra mondiale
Molti movimenti populisti völkisch che si erano sviluppati alla fine del XIX secolo nell'Impero tedesco, sotto la spinta del Nazionalismo romantico, furono riorganizzati lungo linee propagandistiche dopo la sconfitta tedesca nella prima guerra mondiale, mentre la parola "popolo" (Volk) diventava sempre più politicizzata e usata come bandiera di nuove forme di nazionalismo etnico.
Eppure allo stesso tempo, anche il termine Volk era usato dai partiti socialisti internazionali nelle terre tedesche come sinonimo di proletariato. Il movimento Völkisch era una forza presente anche in Austria. Infatti la stampa politica di sinistra popolarizzava la cultura folk, come la musica folk, la scrittura gotica, le rune, i miti e le leggende medioevali, proprio come la sinistra americana popolarizzava i canti folk, le ballate e l'agricoltura organica negli anni '60.
Da sinistra, elementi della cultura folk si diffusero nei partiti delle classi medie. Ma mentre tra la sinistra Volk poteva significare "proletariato", nel centro e a destra significava più specificamente "razza". Anche se il principale interesse del movimento mistico tedesco era un revival delle tradizioni, dei monumenti e dei costumi pagani indigeni (spesso inserite nel contesto di un semi-esoterismo), una marcata preoccupazione per la purezza della razza cominciò a dare origine a derivati più orientati politicamente come il Germanenorden. Quest'ultimo era una società segreta (fondata a Berlino nel 1912) che richiedeva ai suoi candidati di provare di non avere sangue "non-ariano" e imponeva a ciascuno di essi la promessa di conservare la purezza del proprio ceppo con il matrimonio. Gruppi locali della setta si incontravano per celebrare il solstizio d'estate, un'importante festività neopagana nei circoli völkisch e poi nella Germania nazista, e più regolarmente per leggere le Edda (la più antica produzione letteraria germanica) e i mistici renani. Questo ramo del movimento völkisch diventò rapidamente un sentimento iper-nazionalista e si alleò con l'antisemitismo, in quel periodo in ascesa in tutto il mondo occidentale.
George Mosse identificò alcuni di canali più "rispettabili" e centristi attraverso i quali scorrevano queste sensibilità: testi scolastici che trasmettevano una visione romantica di un passato germanico "puro", il Movimento della Gioventù Tedesca di ispirazione naturalistica (Die deutsche Jugendbewegung) e i romanzi con un eroe spietato idealmente völkisch, come Der Wehrwolf di Hermann Löns (1910).
Un altro movimento völkisch della stessa epoca era il Tatkreis.
Non tutte le società völkisch connesse al nazionalismo romantico erano in Germania. La comunità di Monte Verità che sorse nel 1900 ad Ascona, Svizzera, è descritta dal critico d'arte svizzero Harald Szeemann come "l'avamposto più meridionale di una estesa riforma nordica dello stile di vita, cioè un movimento alternativo". La comunità abbracciava ideali quali anarchismo, anarco-comunismo e varie forme di bohème artistica e neopaganesimo.

## Connessione con il Nazismo
Le ideologie völkisch influenzarono lo sviluppo del Nazismo. Infatti Joseph Goebbels al Raduno di Norimberga del 1927 affermò pubblicamente che se il movimento populista (völkisch) avesse capito il potere e come portare migliaia di persone sulle strade, sarebbe arrivato al potere il 9 novembre 1918 (fallita rivoluzione comunista, fine della monarchia tedesca). Adolf Hitler scrisse nel Mein Kampf: "Le idee fondamentali del movimento nazionalsocialista sono populiste (völkisch) e le idee populiste (völkisch) sono nazionalsocialiste". La pseudo-scienza razziale nazista fu tradotta in termini Völkisch quando Eugen Fischer occupò il vuoto lasciato dagli studiosi che si ritirarono dall'Università di Berlino nel 1933 e in veste di rettore nazista pronunciò il suo discorso inaugurale, "La genesi dello stato Völkisch alla luce della biologia" (29 luglio 1933).
Ma questo legame tra movimento völkisch e nazismo può essere sopravvalutato. Secondo Nicholas Goodrick-Clarke, è sorta una mitologia immaginativa intorno alla supposta influenza, all'interno del partito nazista, di un gruppo völkisch, la Thule-Gesellschaft (Società Thule), che fu fondata il 17 agosto 1918 da Rudolf von Sebottendorff. Il suo nome originario era Studiengruppe für Germanisches Altertum (Gruppo di Studio per l'Antichità Germanica), ma cominciò subito a fare propaganda anti-repubblicana e antisemitica. Nel gennaio del 1919 la Società Thule fu strumentale alla fondazione del Deutsche Arbeiter-Partei (Partito dei Lavoratori Tedeschi), che più tardi diventò il NSDAP (Partito Nazional-Socialista). Inoltre il Münchener Beobachter (Osservatore di Monaco), che apparteneva a Rudolf von Sebottendorff, era l'organo di stampa di un altro piccolo partito nazionalista e diventò in seguito il Völkischer Beobachter (Osservatore del Popolo).
Dall'altro lato si può notare che Karl Harrer, il membro della Società Thule più direttamente coinvolto nella creazione del DAP nel 1919, fu messo da parte alla fine dell'anno quando Hitler emanò regolamenti contro i circoli cospiratori e la Società Thule fu sciolta alcuni anni dopo. La società non aveva membri che occupassero posizioni importanti nel partito e agli ufficiali nazisti era vietata qualsiasi partecipazione a società segrete. Adolf Hitler non fu mai un membro della Società Thule, mentre Rudolf Hess e Alfred Rosenberg furono solo ospiti della Thule Society nei primi anni, prima che diventassero importanti nel movimento nazista. In ogni caso, i circoli völkisch trasmisero una significativa eredità: Friedrich Krohn, un membro della Thule, disegnò la versione originaria della svastica nazista nel 1919.